# Paradiacantha
Paradiacantha is een geslacht van Phasmatodea uit de familie Diapheromeridae. De wetenschappelijke naam van dit geslacht is voor het eerst geldig gepubliceerd in 1908 door Redtenbacher.

## Soorten
Het geslacht Paradiacantha omvat de volgende soorten:
- Paradiacantha acanthocephala (Haan, 1842)
- Paradiacantha croceomaculata Günther, 1943
- Paradiacantha fusca Redtenbacher, 1908
- Paradiacantha marginata (Brunner von Wattenwyl, 1893)
- Paradiacantha spiniceps (Haan, 1842)